# 陰宅
陰宅，中國風水學術語。用以指死者所埋葬（土葬）的地方，也就是祖墳、祖塔、現代納骨塔位。中國傳統的民間信仰認為祖先和親人陰宅的風水好壞，會影響到在世人的命運好壞。阴宅的学理是结合地理环境的峦头理气与亡者的尸体腐化或骨化的关系而产生荫佑后代子孙的作用，是物理和生物缠结现象。

## 參閲
- 土葬
- 陵墓